# Quinton Jefferson
Quinton Jefferson (Pittsburgh, Pensilvania, 31 de marzo de 1993) es un jugador profesional estadounidense de fútbol americano que se desempeña en la posición de defensive tackle en Cleveland Browns, equipo de la National Football League (NFL).

## Carrera
Fue seleccionado en la quinta ronda en la Reunión Anual de Selección de Jugadores de la NFL de 2016. Hizo su debut profesional con el equipo Seattle Seahawks, en el cual jugó cuatro temporadas (2016-2020), después pasó a Buffalo Bills (2020-2021), luego a Las Vegas Raiders (2021-2022), posteriormente regresó a Seattle Seahawks (2022-2023), más adelante pasó a New York Jets (2023-2024), y finalmente a Cleveland Browns, donde lleva jugando una temporada.